# Giải vô địch bóng đá thế giới 1994
Giải vô địch bóng đá thế giới 1994 (tiếng Anh: 1994 FIFA World Cup, còn được gọi đơn giản là USA '94) là lần tổ chức thứ 15 của Giải vô địch bóng đá thế giới, diễn ra tại Hoa Kỳ từ ngày 17 tháng 6 đến ngày 17 tháng 7 năm 1994. Đây là kỳ World Cup thứ 3 được tổ chức tại Bắc Mỹ sau các năm 1970 và 1986 đều tại México.
Bài hát chính thức của giải đấu là "Gloryland" do Charlie Skarbek và Rick Blaskey sáng tác và được Daryl Hall và Sounds of Blackness thể hiện.
Linh vật chính thức của giải đấu là Striker, một chú chó mặc đồng phục cầu thủ bóng đá đỏ, trắng và xanh với dòng chữ "USA 94".
Brasil đã giành chức vô địch thế giới lần thứ tư sau khi đánh bại đội tuyển Ý 3–2 trong loạt sút luân lưu trong trận chung kết được tổ chức tại Rose Bowl ở Pasadena, California (hai đội hòa nhau 0–0 trong 120 phút thi đấu).

## Vòng loại
144 đội bóng tham dự vòng loại và được chia theo 6 châu lục để chọn ra 22 đội vào vòng chung kết cùng nước chủ nhà Hoa Kỳ và đội đương kim vô địch thế giới Đức.

## Các sân vận động
| Pasadena, CA (Los Angeles, CA)                | Pontiac, MI (Detroit, MI) | Stanford, CA (San Francisco, CA)                                                                                                | East Rutherford, NJ (New York, NY)                                                                                              |
| --------------------------------------------- | --- | --- | --- |
| Rose Bowl                                     | Pontiac Silverdome | Sân vận động Stanford | Sân vận động Giants |
| 34°9′41″B 118°10′3″T / 34,16139°B 118,1675°T  | 42°38′45″B 83°15′18″T / 42,64583°B 83,255°T                                                                                     | 37°26′4″B 122°9′40″T / 37,43444°B 122,16111°T                                                                                   | 40°48′44″B 74°4′37″T / 40,81222°B 74,07694°T                                                                                    |
| Sức chứa: 91.794                              | Sức chứa: 77.557 | Sức chứa: 80.906 | Sức chứa: 75.338 |
|                                               | | | |
| Orlando, FL                                   | PasadenaPontiacStanfordEast RutherfordOrlandoChicagoDallasFoxboroughWashington, D.C.Giải vô địch bóng đá thế giới 1994 (Hoa Kỳ) | PasadenaPontiacStanfordEast RutherfordOrlandoChicagoDallasFoxboroughWashington, D.C.Giải vô địch bóng đá thế giới 1994 (Hoa Kỳ) | PasadenaPontiacStanfordEast RutherfordOrlandoChicagoDallasFoxboroughWashington, D.C.Giải vô địch bóng đá thế giới 1994 (Hoa Kỳ) |
| Citrus Bowl                                   | PasadenaPontiacStanfordEast RutherfordOrlandoChicagoDallasFoxboroughWashington, D.C.Giải vô địch bóng đá thế giới 1994 (Hoa Kỳ) | PasadenaPontiacStanfordEast RutherfordOrlandoChicagoDallasFoxboroughWashington, D.C.Giải vô địch bóng đá thế giới 1994 (Hoa Kỳ) | PasadenaPontiacStanfordEast RutherfordOrlandoChicagoDallasFoxboroughWashington, D.C.Giải vô địch bóng đá thế giới 1994 (Hoa Kỳ) |
| 28°32′21″B 81°24′10″T / 28,53917°B 81,40278°T | PasadenaPontiacStanfordEast RutherfordOrlandoChicagoDallasFoxboroughWashington, D.C.Giải vô địch bóng đá thế giới 1994 (Hoa Kỳ) | PasadenaPontiacStanfordEast RutherfordOrlandoChicagoDallasFoxboroughWashington, D.C.Giải vô địch bóng đá thế giới 1994 (Hoa Kỳ) | PasadenaPontiacStanfordEast RutherfordOrlandoChicagoDallasFoxboroughWashington, D.C.Giải vô địch bóng đá thế giới 1994 (Hoa Kỳ) |
| Sức chứa: 61.219                              | PasadenaPontiacStanfordEast RutherfordOrlandoChicagoDallasFoxboroughWashington, D.C.Giải vô địch bóng đá thế giới 1994 (Hoa Kỳ) | PasadenaPontiacStanfordEast RutherfordOrlandoChicagoDallasFoxboroughWashington, D.C.Giải vô địch bóng đá thế giới 1994 (Hoa Kỳ) | PasadenaPontiacStanfordEast RutherfordOrlandoChicagoDallasFoxboroughWashington, D.C.Giải vô địch bóng đá thế giới 1994 (Hoa Kỳ) |
|                                               | PasadenaPontiacStanfordEast RutherfordOrlandoChicagoDallasFoxboroughWashington, D.C.Giải vô địch bóng đá thế giới 1994 (Hoa Kỳ) | PasadenaPontiacStanfordEast RutherfordOrlandoChicagoDallasFoxboroughWashington, D.C.Giải vô địch bóng đá thế giới 1994 (Hoa Kỳ) | PasadenaPontiacStanfordEast RutherfordOrlandoChicagoDallasFoxboroughWashington, D.C.Giải vô địch bóng đá thế giới 1994 (Hoa Kỳ) |
| Chicago, IL                                   | Dallas, TX | Foxborough, MA (Boston, MA) | Washington, D.C. |
| Soldier Field                                 | Cotton Bowl | Sân vận động Foxboro | Sân vận động Tưởng niệm Robert F. Kennedy                                                                                       |
| 41°51′45″B 87°37′0″T / 41,8625°B 87,61667°T   | 32°46′47″B 96°45′35″T / 32,77972°B 96,75972°T                                                                                   | 42°5′33,72″B 71°16′2,79″T / 42,08333°B 71,26667°T                                                                               | 38°53′23″B 76°58′18″T / 38,88972°B 76,97167°T                                                                                   |
| Sức chứa: 63.117                              | Sức chứa: 63.998 | Sức chứa: 53.644 | Sức chứa: 53.142 |
|                                               | | | |

## Trọng tài
| CAF - Lim Kee Chong (Mauritius) - Neji Jouini (Tunisia) AFC - Jamal Al Sharif (Syria) - Ali Bujsaim (UAE) UEFA - Fabio Baldas (Ý) - Manuel Díaz Vega (Tây Ban Nha) - Philip Don (Anh) - Bo Karlsson (Thụy Điển) - Hellmut Krug (Đức) - Peter Mikkelsen (Đan Mạch) - Leslie Mottram (Scotland) - Pierluigi Pairetto (Ý) - Sándor Puhl (Hungary) - Joël Quiniou (Pháp) - Kurt Röthlisberger (Thụy Sĩ) - Mario van der Ende (Hà Lan) | CONCACAF - Arturo Angeles (Hoa Kỳ) - Rodrigo Badilla (Costa Rica) - Arturo Brizio Carter (México) CONMEBOL - José Torres Cadena (Colombia) - Ernesto Filippi (Uruguay) - Francisco Oscar Lamolina (Argentina) - Renato Marsiglia (Brasil) - Alberto Tejada (Peru) |

## Đội hình

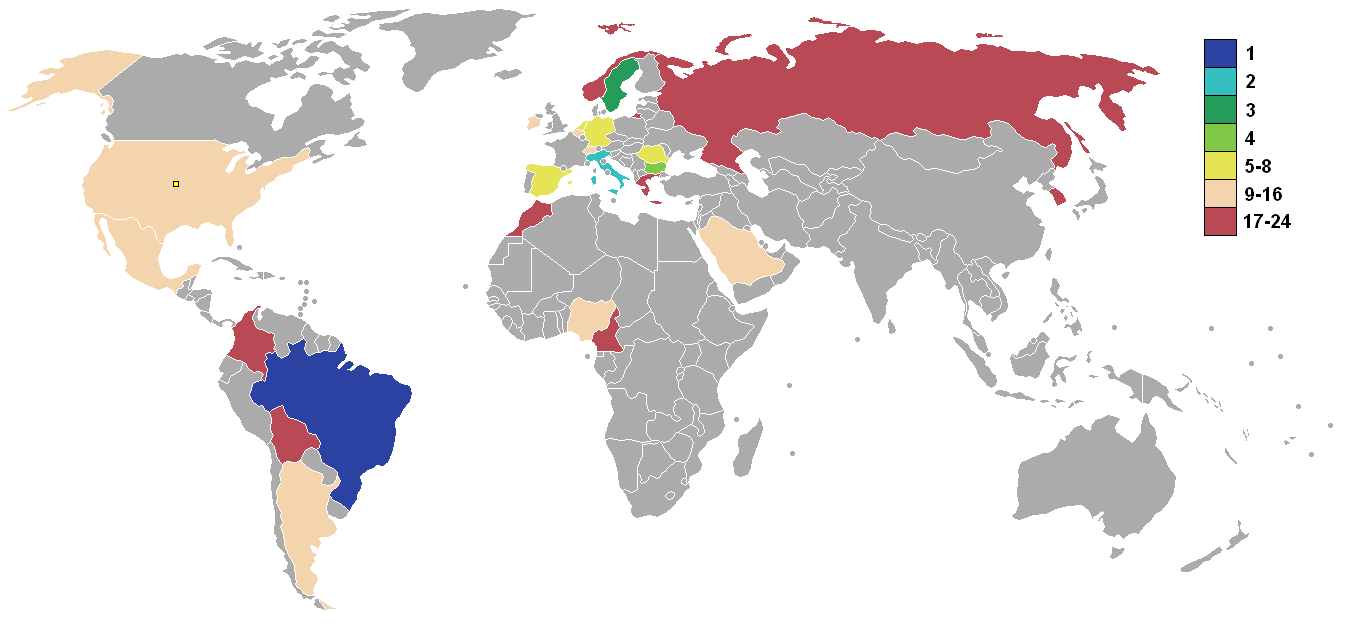
Vô địch
Á quân
Hạng ba
Hạng tư
Tứ kết
Vòng 16 đội
Vòng bảng

| Vô địch Á quân | Hạng ba Hạng tư | Tứ kết Vòng 16 đội | Vòng bảng |

## Phân nhóm
| Nhóm 1 | Nhóm 2                                                                                          | Nhóm 3                                                                                       | Nhóm 4                                                                                   |
| --- | ----------------------------------------------------------------------------------------------- | -------------------------------------------------------------------------------------------- | ---------------------------------------------------------------------------------------- |
| - Hoa Kỳ (chủ nhà) (23) - Đức (đương kim vô địch) (1) - Argentina (á quân 1990) (8) - Bỉ (27) - Brasil (3) - Ý (hạng ba 1990) (4) | - Bulgaria (29) - Cộng hòa Ireland (14) - Hà Lan (2) - România (7) - Tây Ban Nha (5) - Nga (19) | - Hy Lạp (31) - Na Uy (6) - Thụy Điển (10) - Thụy Sĩ (12) - Hàn Quốc (37) - Ả Rập Xê Út (34) | - Cameroon (24) - Maroc (28) - Nigeria (11) - Bolivia (43) - Colombia (17) - México (16) |

## Vòng bảng
Giờ thi đấu tính theo giờ địa phương (từ UTC−4 đến UTC-7)

### Bảng A
| Đội      | Tr | T | H | B | BT | BB | HS | Đ |
| -------- | -- | - | - | - | -- | -- | -- | - |
| România  | 3  | 2 | 0 | 1 | 5  | 5  | 0  | 6 |
| Thụy Sĩ  | 3  | 1 | 1 | 1 | 5  | 4  | +1 | 4 |
| Hoa Kỳ   | 3  | 1 | 1 | 1 | 3  | 3  | 0  | 4 |
| Colombia | 3  | 1 | 0 | 2 | 4  | 5  | −1 | 3 |

| 18 tháng 6 |       |          |                                 |
| Hoa Kỳ     | 1 - 1 | Thụy Sĩ  | Pontiac Silverdome, Pontiac     |
| Colombia   | 1 - 3 | România  | Rose Bowl, Pasadena             |
| 22 tháng 6 |       |          |                                 |
| România    | 1 - 4 | Thụy Sĩ  | Pontiac Silverdome, Pontiac     |
| Hoa Kỳ     | 2 - 1 | Colombia | Rose Bowl, Pasadena             |
| 26 tháng 6 |       |          |                                 |
| Thụy Sĩ    | 0 - 2 | Colombia | Sân vận động Stanford, Stanford |
| Hoa Kỳ     | 0 - 1 | România  | Rose Bowl, Pasadena             |

### Bảng B
| Đội       | Tr | T | H | B | BT | BB | HS | Đ |
| --------- | -- | - | - | - | -- | -- | -- | - |
| Brasil    | 3  | 2 | 1 | 0 | 6  | 1  | +5 | 7 |
| Thụy Điển | 3  | 1 | 2 | 0 | 6  | 4  | +2 | 5 |
| Nga       | 3  | 1 | 0 | 2 | 7  | 6  | +1 | 3 |
| Cameroon  | 3  | 0 | 1 | 2 | 3  | 11 | −8 | 1 |

| 19 tháng 6 |       |           |                                 |
| Cameroon   | 2 - 2 | Thụy Điển | Rose Bowl, Pasadena             |
| 20 tháng 6 |       |           |                                 |
| Brasil     | 2 - 0 | Nga       | Sân vận động Stanford, Stanford |
| 24 tháng 6 |       |           |                                 |
| Brasil     | 3 - 0 | Cameroon  | Sân vận động Stanford, Stanford |
| Thụy Điển  | 3 - 1 | Nga       | Pontiac Silverdome, Pontiac     |
| 28 tháng 6 |       |           |                                 |
| Nga        | 6 - 1 | Cameroon  | Sân vận động Stanford, Stanford |
| Brasil     | 1 - 1 | Thụy Điển | Pontiac Silverdome, Pontiac     |

### Bảng C
| Đội         | Tr | T | H | B | BT | BB | HS | Đ |
| ----------- | -- | - | - | - | -- | -- | -- | - |
| Đức         | 3  | 2 | 1 | 0 | 5  | 3  | +2 | 7 |
| Tây Ban Nha | 3  | 1 | 2 | 0 | 6  | 4  | +2 | 5 |
| Hàn Quốc    | 3  | 0 | 2 | 1 | 4  | 5  | −1 | 2 |
| Bolivia     | 3  | 0 | 1 | 2 | 1  | 4  | −3 | 1 |

| 17 tháng 6  |       |             |                                  |
| Đức         | 1 - 0 | Bolivia     | Soldier Field, Chicago           |
| Tây Ban Nha | 2 - 2 | Hàn Quốc    | Cotton Bowl, Dallas              |
| 21 tháng 6  |       |             |                                  |
| Đức         | 1 - 1 | Tây Ban Nha | Soldier Field, Chicago           |
| 23 tháng 6  |       |             |                                  |
| Hàn Quốc    | 0 - 0 | Bolivia     | Sân vận động Foxboro, Foxborough |
| 27 tháng 6  |       |             |                                  |
| Bolivia     | 1 - 3 | Tây Ban Nha | Soldier Field, Chicago           |
| Đức         | 3 - 2 | Hàn Quốc    | Cotton Bowl, Dallas              |

### Bảng D
| Đội       | Tr | T | H | B | BT | BB | HS  | Đ |
| --------- | -- | - | - | - | -- | -- | --- | - |
| Nigeria   | 3  | 2 | 0 | 1 | 6  | 2  | +4  | 6 |
| Bulgaria  | 3  | 2 | 0 | 1 | 6  | 3  | +3  | 6 |
| Argentina | 3  | 2 | 0 | 1 | 6  | 3  | +3  | 6 |
| Hy Lạp    | 3  | 0 | 0 | 3 | 0  | 10 | −10 | 0 |

| 21 tháng 6 |       |          |                                  |
| Argentina  | 4 - 0 | Hy Lạp   | Sân vận động Foxboro, Foxborough |
| Nigeria    | 3 - 0 | Bulgaria | Cotton Bowl, Dallas              |
| 25 tháng 6 |       |          |                                  |
| Argentina  | 2 - 1 | Nigeria  | Sân vận động Foxboro, Foxborough |
| 26 tháng 6 |       |          |                                  |
| Bulgaria   | 4 - 0 | Hy Lạp   | Soldier Field, Chicago           |
| 30 tháng 6 |       |          |                                  |
| Argentina  | 0 - 2 | Bulgaria | Cotton Bowl, Dallas              |
| Hy Lạp     | 0 - 2 | Nigeria  | Sân vận động Foxboro, Foxborough |

### Bảng E
| Đội              | Tr | T | H | B | BT | BB | HS | Đ |
| ---------------- | -- | - | - | - | -- | -- | -- | - |
| México           | 3  | 1 | 1 | 1 | 3  | 3  | 0  | 4 |
| Cộng hòa Ireland | 3  | 1 | 1 | 1 | 2  | 2  | 0  | 4 |
| Ý                | 3  | 1 | 1 | 1 | 2  | 2  | 0  | 4 |
| Na Uy            | 3  | 1 | 1 | 1 | 1  | 1  | 0  | 4 |

| 18 tháng 6       |       |                  |                                      |
| Ý                | 0 - 1 | Cộng hòa Ireland | Sân vận động Giants, East Rutherford |
| 19 tháng 6       |       |                  |                                      |
| Na Uy            | 1 - 0 | México           | Sân vận động RFK, Washington         |
| 23 tháng 6       |       |                  |                                      |
| Ý                | 1 - 0 | Na Uy            | Sân vận động Giants, East Rutherford |
| 24 tháng 6       |       |                  |                                      |
| México           | 2 - 1 | Cộng hòa Ireland | Citrus Bowl, Orlando                 |
| 28 tháng 6       |       |                  |                                      |
| Ý                | 1 - 1 | México           | Sân vận động RFK, Washington         |
| Cộng hòa Ireland | 0 - 0 | Na Uy            | Sân vận động Giants, East Rutherford |

### Bảng F
| Đội         | Tr | T | H | B | BT | BB | HS | Đ |
| ----------- | -- | - | - | - | -- | -- | -- | - |
| Hà Lan      | 3  | 2 | 0 | 1 | 4  | 3  | +1 | 6 |
| Ả Rập Xê Út | 3  | 2 | 0 | 1 | 4  | 3  | +1 | 6 |
| Bỉ          | 3  | 2 | 0 | 1 | 2  | 1  | +1 | 6 |
| Maroc       | 3  | 0 | 0 | 3 | 2  | 5  | −3 | 0 |

| 19 tháng 6  |       |             |                                      |
| Bỉ          | 1 - 0 | Maroc       | Citrus Bowl, Orlando                 |
| 20 tháng 6  |       |             |                                      |
| Hà Lan      | 2 - 1 | Ả Rập Xê Út | Sân vận động RFK, Washington         |
| 25 tháng 6  |       |             |                                      |
| Ả Rập Xê Út | 2 - 1 | Maroc       | Sân vận động Giants, East Rutherford |
| Bỉ          | 1 - 0 | Hà Lan      | Citrus Bowl, Orlando                 |
| 29 tháng 6  |       |             |                                      |
| Bỉ          | 0 - 1 | Ả Rập Xê Út | Sân vận động RFK, Washington         |
| Maroc       | 1 - 2 | Hà Lan      | Citrus Bowl, Orlando                 |

### Thứ tự các đội xếp thứ ba
| Bảng | Đội       | Trận | Thắng | Hoà | Thua | BT | BB | HS | Điểm |
| ---- | --------- | ---- | ----- | --- | ---- | -- | -- | -- | ---- |
| D    | Argentina | 3    | 2     | 0   | 1    | 6  | 3  | +3 | 6    |
| F    | Bỉ        | 3    | 2     | 0   | 1    | 2  | 1  | +1 | 6    |
| A    | Hoa Kỳ    | 3    | 1     | 1   | 1    | 3  | 3  | 0  | 4    |
| E    | Ý         | 3    | 1     | 1   | 1    | 2  | 2  | 0  | 4    |
| B    | Nga       | 3    | 1     | 0   | 2    | 7  | 6  | +1 | 3    |
| C    | Hàn Quốc  | 3    | 0     | 2   | 1    | 4  | 5  | −1 | 2    |

## Vòng đấu loại trực tiếp
|  | Round of 16                 | Round of 16                  |                              |       | Tứ kết        | Tứ kết        |                       |                       | Bán kết | Bán kết |  |  | Chung kết | Chung kết |
|  |                             |                              |                              |       |               |               |                       |                       |         |         |  |  |           |           |
|  | 3 tháng 7 – Pasadena        |                              |                              |       |               |               |                       |                       |         |         |  |  |           |           |
|  |                             |                              |                              |       |               |               |                       |                       |         |         |  |  |           |           |
|  | România                     | 3                            |                              |       |               |               |                       |                       |         |         |  |  |           |           |
|  | România                     | 3                            | 10 tháng 7 – Stanford        |       |               |               |                       |                       |         |         |  |  |           |           |
|  | Argentina                   | 2                            |                              |       |               |               |                       |                       |         |         |  |  |           |           |
|  | Argentina                   | 2                            | România                      | 2 (4) |               |               |                       |                       |         |         |  |  |           |           |
|  | 3 tháng 7 – Dallas          |                              | România                      | 2 (4) |               |               |                       |                       |         |         |  |  |           |           |
|  |                             | Thụy Điển (pen.)             | 2 (5)                        |       |               |               |                       |                       |         |         |  |  |           |           |
|  | Ả Rập Xê Út                 | Thụy Điển (pen.)             | 2 (5)                        | 1     |               |               |                       |                       |         |         |  |  |           |           |
|  | Ả Rập Xê Út                 |                              | 13 tháng 7 – Pasadena        | 1     |               |               |                       |                       |         |         |  |  |           |           |
|  | Thụy Điển                   | 3                            |                              |       |               |               |                       |                       |         |         |  |  |           |           |
|  | Thụy Điển                   | 3                            | Thụy Điển                    | 0     |               |               |                       |                       |         |         |  |  |           |           |
|  | 4 tháng 7 – Orlando         |                              | Thụy Điển                    | 0     |               |               |                       |                       |         |         |  |  |           |           |
|  |                             | Brasil                       | 1                            |       |               |               |                       |                       |         |         |  |  |           |           |
|  | Hà Lan                      | Brasil                       | 1                            | 2     |               |               |                       |                       |         |         |  |  |           |           |
|  | Hà Lan                      | 9 tháng 7 – Dallas           |                              | 2     |               |               |                       |                       |         |         |  |  |           |           |
|  | Cộng hòa Ireland            | 0                            |                              |       |               |               |                       |                       |         |         |  |  |           |           |
|  | Cộng hòa Ireland            | 0                            | Hà Lan                       | 2     |               |               |                       |                       |         |         |  |  |           |           |
|  | 4 tháng 7 – Stanford        |                              | Hà Lan                       | 2     |               |               |                       |                       |         |         |  |  |           |           |
|  |                             | Brasil                       | 3                            |       |               |               |                       |                       |         |         |  |  |           |           |
|  | Brasil                      | Brasil                       | 3                            | 1     |               |               |                       |                       |         |         |  |  |           |           |
|  | Brasil                      |                              | 17 tháng 7 – Pasadena        | 1     |               |               |                       |                       |         |         |  |  |           |           |
|  | Hoa Kỳ                      | 0                            |                              |       |               |               |                       |                       |         |         |  |  |           |           |
|  | Hoa Kỳ                      | 0                            | Brasil (pen.)                | 0 (3) |               |               |                       |                       |         |         |  |  |           |           |
|  | 5 tháng 7 – East Rutherford |                              | Brasil (pen.)                | 0 (3) |               |               |                       |                       |         |         |  |  |           |           |
|  |                             | Ý                            | 0 (2)                        |       |               |               |                       |                       |         |         |  |  |           |           |
|  | México                      | Ý                            | 0 (2)                        | 1 (1) |               |               |                       |                       |         |         |  |  |           |           |
|  | México                      | 10 tháng 7 – East Rutherford |                              | 1 (1) |               |               |                       |                       |         |         |  |  |           |           |
|  | Bulgaria (pen.)             | 1 (3)                        |                              |       |               |               |                       |                       |         |         |  |  |           |           |
|  | Bulgaria (pen.)             | 1 (3)                        | Bulgaria                     | 2     |               |               |                       |                       |         |         |  |  |           |           |
|  | 2 tháng 7 – Chicago         |                              | Bulgaria                     | 2     |               |               |                       |                       |         |         |  |  |           |           |
|  |                             | Đức                          | 1                            |       |               |               |                       |                       |         |         |  |  |           |           |
|  | Đức                         | Đức                          | 1                            | 3     |               |               |                       |                       |         |         |  |  |           |           |
|  | Đức                         |                              | 13 tháng 7 – East Rutherford | 3     |               |               |                       |                       |         |         |  |  |           |           |
|  | Bỉ                          | 2                            |                              |       |               |               |                       |                       |         |         |  |  |           |           |
|  | Bỉ                          | 2                            | Bulgaria                     | 1     |               |               |                       |                       |         |         |  |  |           |           |
|  | 5 tháng 7 – Foxborough      |                              | Bulgaria                     | 1     |               |               |                       |                       |         |         |  |  |           |           |
|  |                             | Ý                            | 2                            |       | Tranh hạng ba | Tranh hạng ba |                       |                       |         |         |  |  |           |           |
|  | Nigeria                     | Ý                            | 2                            | 1     | Tranh hạng ba | Tranh hạng ba |                       |                       |         |         |  |  |           |           |
|  | Nigeria                     | 9 tháng 7 – Foxborough       | 9 tháng 7 – Foxborough       | 1     |               |               | 16 tháng 7 – Pasadena | 16 tháng 7 – Pasadena |         |         |  |  |           |           |
|  | Ý (h.p.)                    | 9 tháng 7 – Foxborough       | 9 tháng 7 – Foxborough       | 2     |               |               | 16 tháng 7 – Pasadena | 16 tháng 7 – Pasadena |         |         |  |  |           |           |
|  | Ý (h.p.)                    | Ý                            | 2                            | 2     | Thụy Điển     | 4             |                       |                       |         |         |  |  |           |           |
|  | 2 tháng 7 – Washington      | Ý                            | 2                            |       | Thụy Điển     | 4             |                       |                       |         |         |  |  |           |           |
|  |                             | Tây Ban Nha                  | 1                            |       | Bulgaria      | 0             |                       |                       |         |         |  |  |           |           |
|  | Tây Ban Nha                 | Tây Ban Nha                  | 1                            | 3     | Bulgaria      | 0             |                       |                       |         |         |  |  |           |           |
|  | Tây Ban Nha                 |                              |                              | 3     |               |               |                       |                       |         |         |  |  |           |           |
|  | Thụy Sĩ                     | 0                            |                              |       |               |               |                       |                       |         |         |  |  |           |           |
|  | Thụy Sĩ                     | 0                            |                              |       |               |               |                       |                       |         |         |  |  |           |           |

### Vòng 16 đội
| Đức                            | 3 - 2  | Bỉ                   |
| ------------------------------ | ------ | -------------------- |
| Völler 6', 40' · Klinsmann 11' | Report | Grün 8' · Albert 90' |

| Tây Ban Nha                                             | 3 - 0    | Thụy Sĩ |
| ------------------------------------------------------- | -------- | ------- |
| Hierro 15' · Luis Enrique 74' · Begiristain 86' (ph.đ.) | Chi tiết |         |

| Ả Rập Xê Út      | 1 - 3    | Thụy Điển                         |
| ---------------- | -------- | --------------------------------- |
| Al-Ghesheyan 85' | Chi tiết | Dahlin 6' · K. Andersson 51', 88' |

| România                        | 3 - 2    | Argentina                         |
| ------------------------------ | -------- | --------------------------------- |
| Dumitrescu 11', 18' · Hagi 58' | Chi tiết | Batistuta 16' (ph.đ.) · Balbo 75' |

| Hà Lan                  | 2 - 0    | Cộng hòa Ireland |
| ----------------------- | -------- | ---------------- |
| Bergkamp 11' · Jonk 41' | Chi tiết |                  |

| Brasil     | 1 - 0    | Hoa Kỳ |
| ---------- | -------- | ------ |
| Bebeto 72' | Chi tiết |        |

| Nigeria     | 1 - 2 (s.h.p.) | Ý                           |
| ----------- | -------------- | --------------------------- |
| Amuneke 25' | Report         | R. Baggio 88', 102' (ph.đ.) |

| México                                    | 1 - 1 (s.h.p.) | Bulgaria                                 |
| ----------------------------------------- | -------------- | ---------------------------------------- |
| García Aspe 18' (ph.đ.)                   | Chi tiết       | Stoichkov 6'                             |
| Loạt sút luân lưu                         |                |                                          |
| García Aspe · Bernal · Rodríguez · Suárez | 1 - 3          | Balakov · Genchev · Borimirov · Letchkov |

### Tứ kết
| Ý                             | 2 - 1    | Tây Ban Nha  |
| ----------------------------- | -------- | ------------ |
| D. Baggio 25' · R. Baggio 88' | Chi tiết | Caminero 58' |

| Hà Lan                    | 2 - 3  | Brasil                                |
| ------------------------- | ------ | ------------------------------------- |
| Bergkamp 64' · Winter 76' | Report | Romário 53' · Bebeto 63' · Branco 81' |

| Bulgaria                     | 2 - 1  | Đức                  |
| ---------------------------- | ------ | -------------------- |
| Stoichkov 75' · Letchkov 78' | Report | Matthäus 47' (ph.đ.) |

| România                                                         | 2 - 2 (s.h.p.) | Thụy Điển                                                      |
| --------------------------------------------------------------- | -------------- | -------------------------------------------------------------- |
| Răducioiu 88', 101'                                             | Chi tiết       | Brolin 78' · K. Andersson 115'                                 |
| Loạt sút luân lưu                                               |                |                                                                |
| Răducioiu · Hagi · Lupescu · Petrescu · Dumitrescu · Belodedici | 4 - 5          | Mild · K. Andersson · Brolin · Ingesson · R. Nilsson · Larsson |

### Bán kết
| Bulgaria              | 1 - 2    | Ý                  |
| --------------------- | -------- | ------------------ |
| Stoichkov 44' (ph.đ.) | Chi tiết | R. Baggio 21', 25' |

| Thụy Điển | 0 - 1    | Brasil      |
| --------- | -------- | ----------- |
|           | Chi tiết | Romário 80' |

### Tranh hạng ba
| Thụy Điển                                             | 4 - 0    | Bulgaria |
| ----------------------------------------------------- | -------- | -------- |
| Brolin 8' · Mild 30' · Larsson 37' · K. Andersson 40' | Chi tiết |          |

### Chung kết
| Brasil                                   | 0 - 0 (s.h.p.) | Ý                                                |
| ---------------------------------------- | -------------- | ------------------------------------------------ |
|                                          | Chi tiết       |                                                  |
| Loạt sút luân lưu                        |                |                                                  |
| Márcio Santos · Romário · Branco · Dunga | 3 - 2          | Baresi · Albertini · Evani · Massaro · R. Baggio |

## Vô địch
| Vô địch World Cup 1994 Brasil Lần thứ tư |

## Danh sách cầu thủ ghi bàn
| 6 bàn - Hristo Stoichkov - Oleg Salenko | 5 bàn - Romário - Roberto Baggio - Jürgen Klinsmann - Kennet Andersson | 4 bàn - Gabriel Batistuta - Florin Răducioiu - Martin Dahlin |

3 bàn
| - Bebeto - Dennis Bergkamp | - Gheorghe Hagi - José Luis Caminero | - Tomas Brolin |

2 bàn
| - Claudio Caniggia - Philippe Albert - Yordan Letchkov - Adolfo Valencia - Rudi Völler | - Dino Baggio - Hong Myung-Bo - Luis García - Wim Jonk - Daniel Amokachi | - Emmanuel Amuneke - Ilie Dumitrescu - Fuad Amin - Ion Andoni Goikoetxea - Adrian Knup |

1 bàn
| - Abel Balbo - Diego Maradona - Marc Degryse - Georges Grün - Erwin Sánchez - Branco - Márcio Santos - Raí - Daniel Borimirov - Nasko Sirakov - David Embé - Roger Milla - François Omam-Biyik - Hernán Gaviria - John Harold Lozano - Lothar Matthäus - Karl-Heinz Riedle | - John Aldridge - Ray Houghton - Daniele Massaro - Hwang Sun-Hong - Seo Jung-Won - Mohammed Chaouch - Hassan Nader - Marcelino Bernal - Alberto García Aspe - Bryan Roy - Gaston Taument - Aron Winter - Finidi George - Samson Siasia - Rashidi Yekini - Kjetil Rekdal - Dan Petrescu | - Dmitri Radchenko - Fahad Al-Ghesheyan - Sami Al-Jaber - Saeed Al-Owairan - Txiki Begiristain - Pep Guardiola - Fernando Hierro - Luis Enrique - Julio Salinas - Henrik Larsson - Roger Ljung - Håkan Mild - Georges Bregy - Stéphane Chapuisat - Alain Sutter - Earnie Stewart - Eric Wynalda |

phản lưới nhà
- Andrés Escobar (trận gặp Hoa Kỳ)

## Giải thưởng
| Chiếc giày vàng               | Quả bóng vàng | Giải Yashin        | Cầu thủ trẻ xuất sắc | Đội tuyển chơi đẹp | Đội tuyển hấp dẫn |
| ----------------------------- | ------------- | ------------------ | -------------------- | ------------------ | ----------------- |
| Hristo Stoichkov Oleg Salenko | Romário       | Michel Preud'homme | Marc Overmars        | Brasil             | Brasil            |

## Đội hình toàn sao
| Thủ môn            | Hậu vệ                               | Tiền vệ                                           | Tiền đạo                                |
| ------------------ | ------------------------------------ | ------------------------------------------------- | --------------------------------------- |
| Michel Preud'homme | Jorginho Márcio Santos Paolo Maldini | Dunga Krasimir Balakov Gheorghe Hagi Tomas Brolin | Romário Hristo Stoichkov Roberto Baggio |

## Bảng xếp hạng giải đấu
| XH                    | Đội              | Bg | Tr | T | H | B | BT | BB | HS  | Đ. |
| --------------------- | ---------------- | -- | -- | - | - | - | -- | -- | --- | -- |
| 1                     | Brasil           | B  | 7  | 5 | 2 | 0 | 11 | 3  | +8  | 17 |
| 2                     | Ý                | E  | 7  | 4 | 2 | 1 | 8  | 5  | +3  | 15 |
| 3                     | Thụy Điển        | B  | 7  | 3 | 3 | 1 | 15 | 8  | +7  | 12 |
| 4                     | Bulgaria         | D  | 7  | 3 | 1 | 3 | 10 | 11 | −1  | 10 |
| Bị loại ở tứ kết      |                  |    |    |   |   |   |    |    |     |    |
| 5                     | Đức              | C  | 5  | 3 | 1 | 1 | 9  | 7  | +2  | 10 |
| 6                     | România          | A  | 5  | 3 | 1 | 1 | 10 | 9  | +1  | 10 |
| 7                     | Hà Lan           | F  | 5  | 3 | 0 | 2 | 8  | 6  | +2  | 9  |
| 8                     | Tây Ban Nha      | C  | 5  | 2 | 2 | 1 | 10 | 6  | +4  | 8  |
| Bị loại ở vòng 16 đội |                  |    |    |   |   |   |    |    |     |    |
| 9                     | Nigeria          | D  | 4  | 2 | 0 | 2 | 7  | 4  | +3  | 6  |
| 10                    | Argentina        | D  | 4  | 2 | 0 | 2 | 8  | 6  | +2  | 6  |
| 11                    | Bỉ               | F  | 4  | 2 | 0 | 2 | 4  | 4  | 0   | 6  |
| 12                    | Ả Rập Xê Út      | F  | 4  | 2 | 0 | 2 | 5  | 6  | −1  | 6  |
| 13                    | México           | E  | 4  | 1 | 2 | 1 | 4  | 4  | 0   | 5  |
| 14                    | Hoa Kỳ           | A  | 4  | 1 | 1 | 2 | 3  | 4  | −1  | 4  |
| 15                    | Thụy Sĩ          | A  | 4  | 1 | 1 | 2 | 5  | 7  | −2  | 4  |
| 16                    | Cộng hòa Ireland | E  | 4  | 1 | 1 | 2 | 2  | 4  | −2  | 4  |
| Bị loại ở vòng bảng   |                  |    |    |   |   |   |    |    |     |    |
| 17                    | Na Uy            | E  | 3  | 1 | 1 | 1 | 1  | 1  | 0   | 4  |
| 18                    | Nga              | B  | 3  | 1 | 0 | 2 | 7  | 6  | +1  | 3  |
| 19                    | Colombia         | A  | 3  | 1 | 0 | 2 | 4  | 5  | −1  | 3  |
| 20                    | Hàn Quốc         | C  | 3  | 0 | 2 | 1 | 4  | 5  | −1  | 2  |
| 21                    | Bolivia          | C  | 3  | 0 | 1 | 2 | 1  | 4  | −3  | 1  |
| 22                    | Cameroon         | B  | 3  | 0 | 1 | 2 | 3  | 11 | −8  | 1  |
| 23                    | Maroc            | F  | 3  | 0 | 0 | 3 | 2  | 5  | −3  | 0  |
| 24                    | Hy Lạp           | D  | 3  | 0 | 0 | 3 | 0  | 10 | −10 | 0  |